# Opération Rob Roy
L'opération Rob Roy eut lieu dans la nuit du 6 au 7 juin 1944. Elle visait au réapprovisionnement de la 6e division aéroportée en Normandie. Cinquante avions Dakota y participèrent mais l'expédition fut victime de tirs amis et cinq appareils furent détruits. Pour deux d'entre eux, le lieu du crash est connu, les trois autres se sont probablement abîmés en mer. Sur les vingt-deux victimes de cette tragique méprise, seules six survécurent.